# Poecilopsis sajanensis
Poecilopsis sajanensis là một loài bướm đêm trong họ Geometridae.